# Вокшерины
Вокшерины (Вокщерины, Вокщирины) — древний русский дворянский род.

## История рода
Вокшерин Васюк Алексеевич пристав у цесарского посла (1490).
Григорий и Булгак Васильевичи владели поместьями в Вотской пятине (1500). Дьяк Иван-Сумарок Васильевич владел поместьем в Вотской пятине (1500). Дьяк великого князя Ивана III Васильевича Алексей Вокшерин писец Бежецкого Верха (1506). Иван Вокшерин прислан от воевод со Свияги к царю с известием (1552). Фёдор Васильевич послан к польскому королю с сеунчем о взятии Астрахани (1554), голова в Ливонском походе (1559), послан царём к князю Черкасскому сватом «у Черкасских князей дочерей смотреть», в результате чего женой Ивана Грозного стала Мария Темрюковна (1560), поручился по князю И. Д. Бельскому (1561). Василий Алексеевич упомянут (1590). Лев Вокшерин воевода в Койсинском остроге (1598), упомянут (1609), сделал вклад в Кирилло-Белозерский монастырь расшитый покров «Преподобного Антония Печёрского».